# Albinów (Basse-Silésie)
Pour les articles homonymes, voir Albinów.
Albinów est une localité polonaise de la gmina et du powiat de Dzierżoniów en voïvodie de Basse-Silésie.